# جزئی‌گرایی سیاسی
جزئی‌گرایی سیاسی (به انگلیسی: political particularism) در علوم سیاسی، «توانایی سیاست‌گذاران برای پیشبرد حرفه خود با توجه به منافع محدود به‌جای توجه به سیاست‌های ملی گسترده‌تر» است.

## علوم سیاسی
در یک نظام سیاسی که بر اساس جزئی‌گرایی اداره می‌شود، دیر یا زود، هویت قومی و مذهبی و منافع جوامع که توسط این پیوندها تعریف می‌شوند، عامل تعیین‌کننده سیاست می‌شوند. این امر با تأکید آن بر حقوق جهانی، جدایی دین از دولت، و اخلاق مدارای قومی و مذهبی، در تضاد با ایده‌ها و ارزش‌های کثرت‌گرایی سیاسی است.

## رویه پارلمانی
وقتی یک مجلس منتخب که قرار است منافع جمعی را بیان کند، بودجه را به‌سوی یک گیرنده خاص هدایت می‌کند، نظام پارلمانی به سمت جزئی‌گرایی سیاسی متمایل می‌شود. نحوه‌ی قانون‌گذاری آن اغلب توسط مخالفانش به‌عنوان سیاست هویت گروهی توصیف می‌شود که بر حقوق طبیعی و قانونی و بنابراین حقوق اقلیت‌ها یا هر نوع «دیگری» دیگری غلبه می‌کند.
این امر در تضاد مستقیم با مفهوم جهان‌شمولی قانون و مدل نمایندگی مبتنی بر امانت است.